# Min bror kollokungen
Min bror kollokungen är en svensk barn-TV-serie på SVT Barn från 2015.
Scenograf: Petra Valén

## Handling
Sonja och hennes familj ska åka på semester. Sonjas storebror Harry, som är autistisk, ska åka på kollo.

## Rollista (i urval)
- Mira Nilsson Mitchell – Sonja
- Max Vobora – Harry
- Shanti Roney – Tomas
- Tova Magnusson – Eva
- Lily Wahlsteen – Siri